# Mahlhilfsmittel
Mahlhilfsmittel (auch: Mahlhilfen) sind Stoffe oder Stoffgemische, welche im Mahlprozess bei der Herstellung von Zement verwendet werden.  

## Anwendung und Wirkungsweise
Mahlhilfsmittel sind Additive, welche bei der trockenen Vermahlung des Zementklinkers in einer Kugelmühle eingesetzt werden, um den Durchsatz zu erhöhen, die Energieeffizienz zu verbessern und um die Zementqualität zu modifizieren. Durch den Einsatz von Mahlhilfsmitteln kann die Leistung einer Zementmühle um bis zu 40 % gesteigert werden. Sie wirken einer (Re-)Agglomeration der Zementpartikel entgegen und helfen dadurch Anhaftungen in der Mühle zu reduzieren, die Durchsatzgeschwindigkeit zu erhöhen, die Mahlfeinheit und damit die spezifische Oberfläche und die Reaktivität des Mahlgutes zu erhöhen, sowie die Fließfähigkeit des trockenen Zementes zu verbessern. Mahlhilfsmittel interagieren mit der Oberfläche der Zementpartikel und neutralisieren elektrische Oberflächenladungen (ungesättigte Valenzen an frischen Bruchflächen) und/oder erzeugen gleichgerichtete Ladungen an der Oberfläche, wodurch die Anziehung zwischen den einzelnen Partikeln verringert oder aufgehoben wird.  
Die Zugabe erfolgt in der Regel zusammen mit dem Zementklinker am Eingang der Kugelmühle mit einer Dosierung von 0,01–0,2 Gew.-%. 

## Zusammensetzung
Rohstoffe, welche in Mahlhilfsmitteln eingesetzt werden, sind z. B.:
- Glycole, wie Mono- oder Diethylenglycol
- ein- und mehrwertige Alkohole
- Zucker und Zuckerderivate, wie Glukosesirup
- Amine und deren Salze, wie Monoethanolamin (MEA), Diethanolamin (DEA), oder Triethanolamin (TEA) oder Triisopropanolamin (TIPA)
- Carbonsäuren bzw. deren Salze, wie, Essigsäure, Natriumgluconat oder Fettsäurensalze
- Ligninsulfonate
- Polycarboxylatether
- Zinn(II)-sulfat

Je nach der chemischen Zusammensetzung der Mahlhilfsmittel können diese die Eigenschaften des Zement während der Hydratation oder im ausgehärteten Zustand beeinflussen. Zucker, Glycole oder Carbonsäuren (mit Ausnahme von Ameisensäure) verzögern die Festigkeitsentwicklung, während Alkanolamine diese eher beschleunigen. Oft führt eine verzögerte Festigkeitsentwicklung, aufgrund des langsameren Kristallwachstums, zu einer erhöhten Endfestigkeit und umgekehrt. Triisopropanolyamin soll die Frühfestigkeit nicht verbessern, dafür aber die Endfestigkeit von Portlandzement, insbesondere bei C4AF-Gehalten von > 4 %, erhöhen. Tensidische Rohstoffe können zu einem erhöhten Lufteintrag in den Zement bzw. den daraus hergestellten Mörtel oder Beton führen, was eine geringere Früh- und Endfestigkeit ergibt.

## Ökologie
Es wird berichtet, dass Mahlhilfsmittel aus Triethanolamin und 1,2-Propandiol, welche in einer Dosierung von 0,10–0,52 kg/t Zement zugegeben werden, an den Portlanzementklinker zunächst chemisorbiert und später chemisch gebunden werden. Dabei wurde beobachtet, dass das Mahlhilfsmittel zwischen 87 und 98 Gew.-% an den Klinker gebunden wird, während der Rest, der bei der Mühlentemperatur flüchtigen Substanzen, während des Mahlprozesses emittiert wird.  Aufgrund des beschriebenen Mechanismus ist eine spätere Freisetzung der organischen Bestandteile des Mahlhilfsmittels aus dem hydratisierten Zement an die Luft oder auch an (Trink-)Wasser sehr gering.

## Normung
Die Verwendung von Mahlhilfsmitteln als Zusätze zu Zement ist durch die entsprechende Zementnorm EN 197-1 geregelt. Danach sind Zusätze Bestandteile, welche nicht als Hauptbestandteile dem Zement zugegeben werden. Zusätze dürfen 5 Gew.-%, organischen Zusätzen dürfen 0,5 Gew.-% nicht überschreiten. Sie dürfen die Verarbeitungseigenschaften des Zements oder des daraus hergestellten Beton nicht beeinflussen und einen korrosiven Angriff auf den Bewehrungsstahl nicht fördern.